# Ronan Wantenaar
Ronan Wantenaar, né le 10 février 2001, est un nageur namibien.

## Carrière
Ronan Wantenaar remporte aux Championnats d'Afrique de natation 2021 à Accra la médaille d'argent sur 50 mètres brasse.
Aux Jeux africains de 2023 à Accra, il est médaillé d'or sur 100 mètres brasse et médaillé d'argent sur 200 mètres brasse.